# Franco Chiavarini
Franco Chiavarini (Santa Fe, 18 febbraio 1980) è un ex calciatore argentino con passaporto italiano, di ruolo attaccante.

## Carriera
Inizia la sua carriera tra le file del Club Atlético Unión, squadra della sua città natale.
Nel 2002 arriva in Italia, dove veste le maglie di Carpi, Ferentino e Pisoniano in Serie D, tranne una breve esperienza in Serie C2 alla Sangiovannese, senza mai scendere in campo.
Gioca, poi, con Viterbese e Bellaria in Serie C2.
Nel 2008 passa al Cesena.
Il 29 gennaio 2011 viene mandato in prestito all'NK Zagabria, squadra della massima divisione croata.
Il 22 agosto 2011 si trasferisce, con la formula del prestito, al FC Südtirol.

## Palmarès

### Club

#### Competizioni regionali
- Eccellenza: 1

Ferentino: 2003-2004

#### Competizioni nazionali
- Lega Pro Prima Divisione: 1

Cesena: 2008-2009